# Yvonne Vermaak
Yvonne Vermaak (* 18. Dezember 1956 in Port Elizabeth, Südafrika) ist eine ehemalige südafrikanische Tennisspielerin.

## Karriere
Yvonne Vermaak konnte im Laufe ihrer Karriere insgesamt sieben Turniere auf der WTA Tour gewinnen, davon drei im Einzel und vier im Doppel. Sie konnte außerdem fünf weitere Endspiele erreichen (1 im Einzel, 4 im Doppel). Bei Grand-Slam Turnieren waren ihre größten Erfolge das Erreichen je eines Halbfinales im Einzel sowie im Doppel (Wimbledon 1983 bzw. French Open 1982). Vermaaks beste Platzierungen waren Rang 20 bzw. 65 in der Tennis-Weltrangliste.

## Erfolge

### Turniersiege

#### Einzeltitel bei WTA-Turnieren
| Nr. | Datum              | Turnier        | Belag     | Finalgegner         | Ergebnis      |
| --- | ------------------ | -------------- | --------- | ------------------- | ------------- |
| 1.  | 6. März 1983       | Palm Springs   | Hartplatz | Caling Bassett      | 6:3, 7:5      |
| 2.  | 19. September 1983 | Salt Lake City | Hartplatz | Felicia Raschiatore | 6:2, 0:6, 7:5 |
| 3.  | 16. September 1984 | Salt Lake City | Hartplatz | Terry Holladay      | 6:1, 6:2      |

#### Einzeltitel bei ITF-Turnieren
| Nr. | Datum     | Turnier   | Belag     | Kategorie   | Finalgegner  | Ergebnis |
| --- | --------- | --------- | --------- | ----------- | ------------ | -------- |
| 1.  | März 1981 | Las Vegas | Hartplatz | ITF $30.000 | Iva Budařová | 6:2, 6:3 |

#### Doppeltitel bei WTA-Turnieren
| Nr. | Datum           | Turnier        | Belag     | Partner          | Finalgegner                    | Ergebnis      |
| --- | --------------- | -------------- | --------- | ---------------- | ------------------------------ | ------------- |
| 1.  | 9. Mai 1982     | Perugia        | Sandplatz | Kathleen Horvath | Billie Jean King Ilana Kloss   | 2:6, 6:4, 7:6 |
| 2.  | September 1983  | Salt Lake City | Hartplatz | Cláudia Monteiro | Amanda Brown Brenda Remilton   | 6:1, 3:6, 6:4 |
| 3.  | 5. Februar 1984 | Indianapolis   | Teppich   | Cláudia Monteiro | Beverly Mould Elizabeth Sayers | 6:7, 6:4, 7:5 |
| 4.  | April 1984      | Miami          | Sandplatz | Pat Medrado      | Kate Latham Janet Newberry     | 6:3, 6:3      |

## Abschneiden bei Grand-Slam-Turnieren

### Einzel
| Turnier         | 1975 | 1976 | 1977 | 1978 | 1979 | 1980 | 1981 | 1982 | 1983 | 1984 | 1985 | 1986 | Karriere |
| --------------- | ---- | ---- | ---- | ---- | ---- | ---- | ---- | ---- | ---- | ---- | ---- | ---- | -------- |
| Australian Open | —    | —    | —    | —    | —    | —    | —    | 1    | 1    | 1    | —    | —    | 1        |
| French Open     | —    | 1    | AF   | —    | 1    | 1    | 3    | AF   | 1    | 2    | —    | 1    | AF       |
| Wimbledon       | 1    | 1    | 3    | 3    | 1    | 1    | 2    | 3    | HF   | 3    | 2    | 1    | HF       |
| US Open         | —    | —    | 1    | 2    | 2    | —    | 2    | 2    | 2    | 3    | 1    | 1    | 3        |

### Doppel
| Turnier         | 1976 | 1977 | 1978 | 1979 | 1980 | 1981 | 1982 | 1983 | 1984 | 1985 | 1986 | Karriere |
| --------------- | ---- | ---- | ---- | ---- | ---- | ---- | ---- | ---- | ---- | ---- | ---- | -------- |
| Australian Open | —    | —    | —    | —    | —    | —    | AF   | AF   | AF   | —    | —    | AF       |
| French Open     | —    | 1    | —    | AF   | AF   | —    | HF   | AF   | 1    | —    | 2    | HF       |
| Wimbledon       | 2    | 1    | 1    | 1    | 2    | 1    | AF   | 1    | 2    | AF   | AF   | AF       |
| US Open         | —    | 2    | 2    | AF   | —    | VF   | 2    | 1    | 1    | 1    | 1    | VF       |

### Mixed
| Turnier         | 1977 | 1978 | 1979 | 1980 | 1981 | 1982 | 1983 | 1984 | 1985 | Karriere |
| --------------- | ---- | ---- | ---- | ---- | ---- | ---- | ---- | ---- | ---- | -------- |
| Australian Open | —    | —    | —    | —    | —    | —    | —    | —    | —    | —        |
| French Open     | AF   | —    | —    | —    | —    | —    | —    | 1    | —    | AF       |
| Wimbledon       | —    | —    | —    | 1    | 1    | AF   | —    | 1    | 2    | AF       |
| US Open         | 1    | —    | —    | —    | —    | 1    | 1    | AF   | —    | AF       |